# François Marie Durand
Pour les articles homonymes, voir Durand.
François Marie Durand, né le 22 mars 1741 à Lyon (Rhône), mort le 8 septembre 1794 au col de Frémamorte (Alpes-Maritimes), est un général de la Révolution française.

## États de service
Il commande une brigade de la division Garnier à l'armée d'Italie, et qui connait la bravoure et la capacité de Jean-Baptiste Dommanget, s'empresse de l'appeler auprès de lui en qualité d'aide-de-camp ; mais il ne remplit ces fonctions que pendant deux mois : un événement funeste prive la France des services du général Durand. 
Le 22 fructidor an II (8 septembre 1794), l'ennemi doit attaquer la brigade Durand au col de Frémamorte. Dès le matin, Dommanget a été envoyé en reconnaissance pour observer les mouvements de l'ennemi. Il vient rendre compte à son général que les Autrichiens ne bougent pas et que tout est tranquille. Vers trois heures de l'après-midi survint un orage des plus violents ; le lieutenant Dommanget est couché entre le général Durand et le capitaine Bodard, de la 84e demi-brigade, sous une tente adossée à un mur de rocaille ; la foudre touche ce mur qui s'écroule et ensevelit la tente sous ses ruines. Dommanget en est quitte pour quelques contusions, mais, lorsqu'on retire des débris le général Durand et le capitaine Bodard, ils sont morts. Après cette déplorable catastrophe, Dommanget sert pendant quelque temps à l'état-major de la division Garnier.